# تومویا اوچیایی
تومویا اوچیایی (انگلیسی: Tomoya Ochiai؛ زادهٔ ۱۸ ژوئن ۱۹۸۷) بازیکن بسکتبال اهل ژاپن است.